# Katharina Reuter
Katharina Reuter (* 1976 in Berlin) ist eine deutsche Nachhaltigkeitsexpertin und ehemalige (Kommunal-)Politikerin.

## Leben
1992 gründete Katharina Reuter gemeinsam mit Jens Augner den Berliner Verein „Grüne Jugend Berlin e.V.“, der später Teil des Grün-Alternativen Jugendbündnis bzw. Grünen Jugend wurde. 1994 trat sie im Alter von 18 Jahren als jüngste (Spitzen-)Kandidatin Berlins bei den Kommunalwahlen an, für die Wahl zur Bezirksverordnetenversammlung in Berlin-Reinickendorf.
Das Studium der Agrarwissenschaften mit dem Schwerpunkt „Agrar-Management“ schloss sie 2000 mit einem Diplom sowie einem Master of Science ab und machte 2005 ihren Doktor der Landwirtschaft und Bodenkultur (Dr. rer. agr.). Hierfür wurde sie mit dem Humboldt-Preis für wissenschaftliche Arbeiten ausgezeichnet. Seitdem war Katharina Reuter ab 2005 als Geschäftsführerin für die Zukunftsstiftung Landwirtschaft in der GLS Treuhand tätig und ab 2010 für die Klima-Allianz Deutschland.
Seit 2014 ist sie Geschäftsführerin des Bundesverband Nachhaltige Wirtschaft. Außerdem ist sie Co-Gründerin der Entrepreneurs For Future.
Ehrenamtlich engagierte sie sich 2022 als Jurymitglied beim Deutschen Umweltpreis sowie auch beim Deutschen Nachhaltigkeitspreis. 2024 wurde sie in das Kuratorium der Deutschen Bundesstiftung Umwelt berufen. Sie war wiederholt Interviewpartnerin in TV und Print.

## Auszeichnungen
Seit dem 14. Juni 2023 ist Katharina Reuter Trägerin des Verdienstkreuzes am Bande. Table Media zählt Katharina Reuter zu den Top 100 Köpfen der ESG-Szene.